# Шепетовский укреплённый район

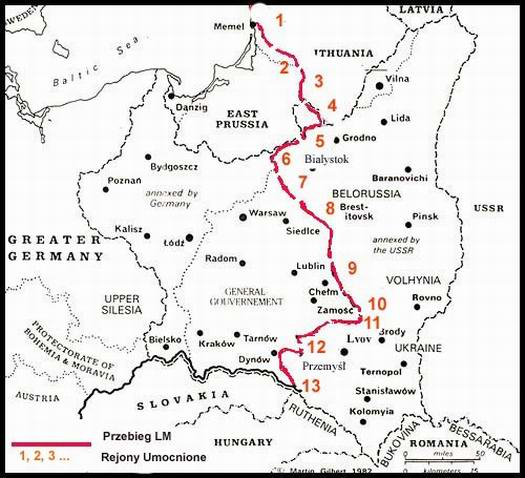
Так называемая иностранцами Линия Молотова и укрепленные районы на ней (1939 — 1941 годы), польская схема.

Шепетовский укреплённый район (ШепУР) или 15-й укреплённый район (15 УР) — комплекс оборонительных сооружений (укреплённый район) и общевойсковое формирование укреплённых районов (соединение) в РККА Вооружённых Сил СССР до и во время Великой Отечественной войны.

## История

### Сооружения
Для обороны Союза ССР от исторических врагов, методом укреплённых районов, было принято решение о возведении защитной (оборонительной) линии на границах государства. Шепетовский укреплённый район как комплекс оборонительных сооружений начали строить в 1938 году на территории Киевского военного округа Союза ССР.
Летом 1940 года развернулось строительство укреплённых районов на новой советско-германской границе (так называемая иностранцами Линия Молотова). Завершающие работы в УРах, начатых постройкой в 1938 — 1939 годах, были прекращены (так называемая иностранцами Линия Сталина). В число этих районов вошёл и ШепУР. Укрепрайон был законсервирован, для проведения сезонных технических обслуживаний оборудования сооружений выделена небольшая команда военнослужащих.

### Формирования
26 июля 1938 года Главный военный совет Красной Армии Киевский военный округ преобразовал в Киевский особый военный округ (далее КОВО) и создал в округе армейские группы. 15-й (Шепетовский) укреплённый район (далее ШепУР) вошёл в состав Винницкой армейской группы.
16 сентября 1939 года УР № 15 вошёл в состав Шепетовской армейской группы.
17 сентября 1939 года войска Красной Армии Советского Союза перешли советско-польскую границу, начался освободительный поход рабочих и крестьян от гнёта капиталистов и помещиков в Польшу — Западную Украину. В составе Действующей армии 15 УР находился 17 — 28 сентября 1939 года.
4 июня 1941 года формирование снова сформировано в составе Киевского особого военного округа но уже под другим войсковым № как 13 УР.
22 июня 1941 года 13 УР вошёл в состав Юго-Западного фронта. В Действующей армии укрепрайон был 22.6 — 27.12.1941.
27 декабря 1941 13-й укрепленный район (Шепетовский) расформирован.

## Полное наименование
Формирование имело полное действительное наименование:
- 15-й укреплённый район (1938 — 1940)
- 13-й укреплённый район (1941)

## В составе
- Киевский военный округ (1938-26.07.1938);
- Винницкая армейская группа Киевского Особого военного округа (26.07.1938 — 16.09.1939);
- Шепетовская армейская группа Украинского фронта (16 — 24.09.1939);
- Украинский фронт
- Киевский Особый военный округ (26.10.1939 — 1940), УР законсервирован;
- Киевский Особый военный округ (4.06 — 22.06.1941);
- Юго-Западный фронт (с 22.06.1941)

## Состав
На 16.09.1939:
- управление укрепрайона (штаб)
- 123-й отдельный пулемётный батальон, 323 чел:
  - 1,2-я пулемётные роты,
  - 1,2-е отделение противотанковых орудий.
- 124-й отдельный пулемётный батальон:
  - 1,2,3-я пулемётные роты,
  - 1,2-е отделение противотанковых орудий.
- 125-й отдельный пулемётный батальон:
  - 1,2,3-я пулемётные роты,
  - 1,2-е отделение противотанковых орудий.
- 127-й отдельный пулемётный батальон:
  - 1,2-я пулемётные роты,
  - 1,2-е отделение противотанковых орудий.
- 128-й отдельные пулемётные батальон:
  - 1,2-я пулемётные роты,
  - 1,2-е отделение противотанковых орудий.
- 130-й отдельный пулемётный батальон:
  - 1,2-я пулемётные роты,
  - 1,2-е отделение противотанковых орудий.
- 23-я отдельная пулемётная рота с одним отделением противотанковых орудий.
- автотранспортный взвод.
- тыловые учреждения.
- 84-й отдельный артдивизион.

## Строительство и боевая деятельность

### 1938 год
В западной части СССР вдоль государственной границы уже были построены укреплённые районы, из них в Украинской ССР Киевский или № 1 (для прикрытия г. Киева в 250 км от госграницы), приграничный Коростеньский или № 5 (на киевском стратегическом направлении), Новоград-Волынский или № 7 (на киевском направлении), Летичевский или № 3 (на винницком направлении), приграничный Могилёв-Подольский-Ямпольский или № 12, в Молдавии на советско-румынской границе — приграничный Рыбницкий или № 80 и приграничный Тираспольский или № 82. На западной границе было начато строительство в числе других и Шепетовского укреплённого района.
26 июля 1938 году Главный Военный совет Красной Армии Киевский военный округ преобразовал в Киевский Особый военный округ и создал в округе армейские группы. ШепУР вошёл в состав Винницкой армейской группы.

### 1939 год
1 июля. Командование Красной Армии планировало провести ряд организационных мероприятий в укреплённых районах КОВО с 1 августа по 1 декабря 1939:
В приграничном ШепУРе Каменец-Подольской области создать:
- кадр УРа в количестве 10 чел.
- 123-й отдельный пулемётный батальон (2-е пулемётные роты, 2 отделения противотанковых орудий) в количестве 323 чел. Батальону присвоить условный № 9910.
- 124-й отдельный пулемётный батальон (3-и пулемётные роты, 2 отделения противотанковых орудий) в количестве 450 чел. Батальону присвоить условный № 9920.
- 125-й отдельный пулемётный батальон (3-и пулемётные роты, 2 отделения противотанковых орудий) в количестве 450 чел. Батальону присвоить условный № 9923.
- 127-й отдельный пулемётный батальон (2-е пулемётные роты, 2 отделения противотанковых орудий) в количестве 546 чел. Батальону присвоить условные № 9930.
- 128-й отдельный пулемётный батальон (2-е пулемётные роты, 2 отделения противотанковых орудий) в количестве 546 чел. Батальону присвоить условный № 9933.
- 130-й отдельный пулемётный батальон (2-е пулемётные роты, 2 отделения противотанковых орудий) в количестве 241 чел. Батальону присвоить условный № 9940.
- 23-ю отдельную пулемётную роту с одним отделением противотанковых орудий в количестве 156 чел. Роте присвоить условный № 7715.
- автотранспортный взвод - личного состава 16 чел.
- кадр тыловых учреждений - личного состава 27 чел.
- 84-й отдельный артдивизион - личного состава 290 чел. Дивизиону присвоить условное наименование № 9958.[3]

В г. Шепетовка дислоцировалась 38-я легкотанковая бригада (53, 55, 61-й отдельные танковые батальоны, 79-й отдельный учебный танковый батальон). Командир бригады комбриг Волох, Пётр Васильевич.
1 сентября
1 сентября началась германо-польская война.
4 сентября с разрешения СНК СССР Народный комиссар обороны СССР отдал приказ о задержке увольнения в запас отслуживших срочную службу красноармейцев и сержантов на 1 месяц и призыв на учебные сборы военнообязанных запаса в КОВО.
6 сентября поздно ночью Народный комиссар обороны СССР прислал командующему войсками КОВО командарму 1-го ранга С. К. Тимошенко директиву о проведении «Больших учебных сборов» (далее БУС) по сути своей являвшихся скрытой частичной мобилизацией.
7 сентября начались мобилизационные мероприятия «Больших учебных сборы» в КОВО и Винницкой армейской группе.
11 сентября КОВО выделил управление Украинского фронта и войска, входящие в него. Командующим войсками фронта назначен командарм 1-го ранга С. К. Тимошенко. В их число вошёл и ШепУР.
14 сентября Военный совет КОВО получил директиву Народного комиссара обороны СССР Маршала Советского Союза К. Е. Ворошилова и Начальника Генерального штаба РККА командарма 1-го ранга Б. М. Шапошникова за № 16634 «О начале наступления против Польши». В ней поставлена задача к исходу 16 сентября скрытно сосредоточить соединения и быть готовым к решительному наступлению с целью молниеносным ударом разгромить противостоящие польские войска.
15 сентября войска Винницкой армейской группы Украинского фронта в основном завершили мобилизацию и сосредоточились в исходных районах у советско-польской границы.
16 сентября управление Винницкой армейской группы переименовано в управление Волочиской армейской группы с управлением в г. Волочиск. ШепУР № 15 не вошёл в состав Волочиской армейской группы, а вошёл в состав Шепетовской армейской группы.
16 сентября управление Житомирской армейской группы переименовано в управление Шепетовской армейской группы с управлением в г. Шепетовка. Командующим войсками Шепетовской группы назначен командующий войсками Житомирской армейской группы комдив Советников И. Г.
В состав группы вошли 8-й стрелковый корпус (44-я, 45-я и 81-я стрелковые дивизии, 236-й и 233-й корпусные артполки) с приданной 36-й легкотанковой бригадой (с лёгкими танками Т-26),  Шепетовский укреплённый район № 15, Изяславский укреплённый район № 17, авиационные и другие специальные части. Армейская группа сосредоточена в районе Новоград-Волынск, Славута, Шепетовка.
Группа имела задачу наступать в направлении на г. Ровно, г. Луцк и к исходу 17 сентября овладеть районом г. Ровно, м. Дубно; к исходу 18 сентября овладеть районом г. Луцк, в дальнейшем наступление на м. Владимир-Волынск.
Состав Шепетовского района:
- управление района
- 123-й отдельный пулемётный батальон, 323 чел:
  - 1,2-я пулемётные роты,
  - 1,2-е отделение противотанковых орудий.
- 124-й отдельный пулемётный батальон, 450 чел.:
  - 1,2,3-я пулемётные роты,
  - 1,2-е отделение противотанковых орудий.
- 125-й отдельный пулемётный батальон, 450 чел.:
  - 1,2,3-я пулемётные роты,
  - 1,2-е отделение противотанковых орудий.
- 127-й отдельный пулемётный батальон, 546 чел.:
  - 1,2-я пулемётные роты,
  - 1,2-е отделение противотанковых орудий.
- 128-й отдельный пулемётный батальон, 546 чел.:
  - 1,2-я пулемётные роты,
  - 1,2-е отделение противотанковых орудий.
- 130-й отдельный пулемётный батальон, 241 чел:
  - 1,2-я пулемётные роты,
  - 1,2-е отделение противотанковых орудий.
- 23-я отдельная пулемётная рота с одним отделением противотанковых орудий, 156 чел.
- автотранспортный взвод.
- тыловые учреждения.
- 84-й отдельный артдивизион.

17 сентября
Войска Красной Армии Советского Союза перешли советско-польскую границу, начался военный поход. В составе Действующей армии ШепУР находился 17-28.9.39.

### 1940 год
Летом развернулось строительство укреплённых районов на новой советско-германской границе. Изменившаяся ситуация в обороне страны привела к тому, что работы в УРах, начатые в 1938 - 1939 гг., были прекращены. В число этих районов вошёл и ШепУР. Район был законсервирован, а для проведения сезонных технических обслуживаний оборудования сооружений выделена небольшая команда.

### 1941 год
4 июня ШепУР снова сформирован в составе КОВО.
В Действующей армии укрепрайон был 22.6 - 27.12.1941.
2 июля
19.00. В течение дня войска 19-го советского механизированного корпуса советской 5-й армии отражали атаки германцев и остались на своих позициях на правым берегу р. Горынь.
Южнее на участке обороны советской 6-й армии 109-я моторизованная дивизия отходила к г. Славута.
3 июля
К утру 109-я мд заняла оборону на западной окраине г. Славута. На этом рубеже дивизия вошла в состав группы войск полковника М. И. Бланка (командир 87-й сд 27-го ск 5-й армии).,
Личный состав частей и подразделений дивизии ещё не успел окопаться, как началась атака противника. Под натиском превосходящих сил дивизия начала отход на г. Шепетовка.
4 июля
Участок обороны фронта 6-й армии. Группа войск полковника М. И. Бланка. 109-я мд весь день вела бои на улицах города Шепетовки.
5 июля
6.00. Участок обороны фронта 6-й армии
Утром на помощь частям и подразделениям 109-й мд (часть сил 381-го мсп, 2-й мсб 602-го мсп, специальные подразделения), оборонявшимся в Шепетовке, подошли 147-я и 206-я сд 7-го стрелкового корпуса (командир корпуса генерал-майор К. Л. Добросердов). 109-я моторизованная дивизия начала отход на Полонное на линию обороны Новоград-Волынского УРа.
Начальник штаба 6-й армии приказал 109-й мд с выходом частей 37-го стрелкового корпуса на рубеж Вербовцы отходить с левого фланга 7-го стрелкового корпуса в резерв армии в район населённых пунктов Барбаровка, Улашиновка и сосредоточиться там к 8 июля.
Войска 7 ск (147 сд и 206 сд) не смогли переломить ситуацию и оставили Шепетовский укреплённый район.
27 декабря 1941 13-й укрепленный район (Шепетовский) расформирован.